# Frimley
Frimley ist eine Stadt mit rund 20.000 Einwohnern im Westen der englischen Grafschaft Surrey. Sie liegt etwa 48 Kilometer von der City of London entfernt.

## Geschichte
Der Name der Stadt sächsischen Ursprungs leitet sich vom sächsischen Fremmas Lea ab, was Fremmas Lichtung (engl. Fremma's Clearing) bedeutet.
Frimley und das umliegende Land befand sich von 673 bis 1537 im Besitz der Abtei Chertsey.
1826 wurde die heutige St. Die Peter's Church errichtet, die einen Vorgängerbau an selber Stelle ersetzte.
1904 eröffnete das Brompton Hospital ein Sanatorium zur Behandlung von Tuberkulosepatienten in Frimley. Positive Aufmerksamkeit erfuhren die Methoden des Arztes Marcus Sinclair Paterson (1870–1932).
1930 wurde mit Marjorie Foster erstmals eine Frau mit dem Sovereign's Prize für das Schießen ausgezeichnet. Sie erhielt 250 Pfund, eine Goldmedaille und ein persönliches Telegramm vom König.
Nachdem sie auf 300 Metern Höhe einen Flügel verloren hatte, stürzte am 2. Dezember 1958 eine Maschine der Bauart Hunting-Clan Vickers Viscount 732 auf einem Testflug aus London kommend ab, wobei alle sechs Insassen ums Leben kamen.